# 17783 Scottbrunner
17783 Scottbrunner este o planetă minoră (asteroid), cu un diametru de 4,865 km, din centura de asteroizi. A fost descoperită pe 20 martie 1998 la Magdalena Ridge Observatory⁠(d) de Lincoln Near-Earth Asteroid Research. 
Obiectul prezintă o orbită caracterizată de o semiaxă mare de 2,5441585 UAi, o excentricitate de 0,157888, o înclinație de 11,95169 ° în raport cu ecliptica.